# Острова (Шимский район)
Острова́ — деревня в Шимском районе Новгородской области, входит в состав Подгощского сельского поселения.
Расположена в 4 км от устья реки Шелонь, к северо-востоку от центра сельского поселения — деревни Подгощи. В 2 км к северу от Островов проходит автодорога Р—51 Шимск—Старая Русса. Ближайшие населённые пункты — деревни Подолье, Коломо и Усполонь.